# Запаморочливі висоти і відважні серця
«Запаморочливі висоти і відважні серця» (англ. Dizzy Heights and Daring Hearts) — американська короткометражна кінокомедія режисера Волтера Райта 1915 року.

## Сюжет
A. C. Вальрус, іноземний агент, на поїзді до Нортгемптона, щоб купити літаки; агент від конкуруючої країни також знаходиться в поїзді. Вальрус повинен не допустити конкурента до Нортгемптона і купити літаки.

## У ролях
- Честер Конклін — A.C. Вальрус
- Клер Андерсон — його кохана
- Нік Коглі — батько коханої
- Енді Андерсон — Мікаель Гоускі — конкурент Вальруса
- Біллі Мейсон — продавець літаків
- Вальтер Клінтберг — працівник авіакомпанії
- Дейл Фуллер — пасажир поїзда
- Тедді Мартін — незначна роль